# Tomohiro Wanami
Tomohiro Wanami (Mie, 27 april 1980) is een voormalig Japans voetballer.

## Carrière
Tomohiro Wanami speelde tussen 1999 en 2007 voor Shonan Bellmare, Consadole Sapporo en Vissel Kobe.